# معركة صوريف (ظهر الحجة)
معركة صوريف عرفت باسم معركة صوريف الأولى، وايضاً باسم معركة ظهر الحجة، وكذلك البعض أطلق عليها اسم جبل الأشم، على بعد 4 كم شمال غرب صوريف يقع جبل ظهر الحجة، على الطريق الواصلة بين صوريف وبيت لحم قرب قرية بيت نتيف المدمرة، تصدّى فيها سكّان صوريف لقوّة صهيونيّة متّجهة إلى كفار عتصيون، فاعتصم من في القوّة الصّهيونيّة بجبل الحجّة، وطوّق المقاومون الجبل وأخذوا يقتحمونه حتّى أبادوا القوّة الصّهيونيّة عن بكرة أبيها، فتدخّلت حكومة الانتداب ونقلت جثث القتلى. كان الموقف في جنوب الضفة الغربية جيداً بالنسبة إلى العرب منذ بداية ثورة 1947، إذ لم يتجاوز عدد المستعمرات الصهيونية في تلك المنطقة ثلاث مستعمرات هي كفار عصيون، ودير الشعار، وبيت سكاريا. وكانت مستعمرة كفار عصيون تقع على مرتفع يشرف على طريق بيت لحم – الخليل، وأصبحت هذه المستعمرة مركز تهديد للمسافرين بين المدينتين العربيتين. كان هناك راعي يرعى الغنم وكان معه بندقية وعندما رئى الكتيبة بعث صديقه لكي يجمع المجاهدين من البلدة واطرافها .

## عوامل ادت إلى نشوب المعركة
في 1947/12/25 اجتمع عبد القادر الحسيني بخمس وعشرين مجاهداً على رأسهم القائد ابراهيم أبو دية الغنيمات لاعادة تأهيل جيش الجهاد المقدس في صوريف جنوب الضفة الغربية بعد ضعفه واستهداف قادته بعد الحرب العالمية الثانية. وفي 1948/1/14 أخذت حكومة الانتداب جميع مراكز البوليس في جبل الخليل من الجنود البريطانيين. وفي نفس اليوم أطلقت النار من مستعمرة كفار عصيون على سيارة القنصل العراقي وهو في طريقه إلى الخليل، فتنادى أبناء الخليل وقراها للانتقام من سكان هذه المستعمرة، وزحفت جموعهم، التي قدرت بحوالي ألفي شخص، ومعهم بعض أبناء القدس، وقراها وأفراد من بدو بئر السبع، وأطبقوا على المستعمرة، ولم يكن بأيديهم سوى عدد قليل من البنادق العادية. وكان ينقصهم التنظيم. وحاول الذين كانوا يتقدمون الصفوف، إيجاد تنظيم لهذه الجموع، ومهاجمة المستعمرة بموجب خطة قتالية محددة. ولكن عبثاً. إذ اقتحمت هذه الجموع، بدافع الحماسة أطراف المستعمرة التي كانت قوية التحصين والتسليح، ولذلك لم يتمكنوا منها وفشل الهجوم. وقد استشهد من المهاجمين أربعة عشر وجرح أربعة وعشرون.

## مجريات المعركة

### المرحلة الأولى
في 16-1948/1/17 قدمت قوة صهيونية من ناحية عرطوف في طريقها إلى كفار عصيون لنجدتها وتقوية حاميتها. ولما اقترب هؤلاء من مدينة صوريف أحس بهم سكانها، فتصدوا لهم في أيديهم من سلاح، وأخذوا يطاردونهم إلى أن أرغموهم على الاعتصام بجبل ظهر الحجة، فطوق المناضلون هذا الجبل، وأخذوا يقتحمون مواقع قوة العدو بالاشباك القريب حتى أبادوها عن بكرة أبيها. وكانت قوة العدو تحمل أسلحة آلية جيدة، ومعها جهاز لاسلكي. واستشهد في هذه المعركة أربعة من المناضلين.
وذكر اليهود أن قتلاهم في هذه المعركة خمسة وثلاثون معظمهم من الشباب، وبعضهم من طلاب الجامعة العبرية وبينهم فتاة، ونشرت جريدة جيروزاليم بوست الإسرائيلية أسماءهم في العدد 7466.

### المرحلة الثانية
وفي يوم 1948/1/18 جاءت قافلة صهيونية عن طريق “بيت نتيف” لنقل جثث القتلى، فتصدى لها المناضلون واشتبكوا معها سبع ساعات، وارتدت القافلة على أعقابها، واستشهد في هذا الاشتباك ثلاثة من المناضلين العرب، وقتل من الصهيونيين ثلاثة عشر. وأخيراً تدخلت حكومة الانتداب، ونقلت جثث قتلى الصهيونيين في معركة ظهر الحجة عبر وادي السر (السور).

## احداث المعركة (اعتماداً على الروايات)

### الرواية الفلسطينية
تشيرُ الروايات الشفوية الفلسطينية إلى أنّ الوحدةَ قد ضلّت الطريق، وأن مزارعين فلسطينيين اثنين قد شاهداها في صباح 16 كانون الثاني بين قرية الجبعة ومدينة صوريف، وقد أثارت شكوكهما بعد أن ألقى أفرادها التحيةَ بلكنةٍ عربيّةٍ ثقيلةٍ، فقاما بإبلاغ المناضل إبراهيم أبو دية الغنيمات قائد معسكر صوريف.
وفي رواية فلسطينية أخرى ورد أن المجموعة شوهدت وهي تنزل من السّيارات ليلاً عند وادي السر القريب من بيت نتيف، وقد ضلوا الطّريق، وقد كان بصحبة المجموعة كلب بوليسي لكشف الطريق، وعند «حَبلة الجوز» شاهد أحدُ المزارعين الفلسطينيين الكلبَ فعرف أنه كلبُ يهود فأخبر المناضل أبو ديّة بذلك.

### الرواية الصهيونية
أما الروايات الصهيونية فتتحدث عن امرأتين فلسطينيتين كانتا تجمعان الحطب في الصباح الباكر وأنهما شاهدتا المجموعة وأخبرتا عنها. وقد تداول الصهاينة كذلك «أسطورة الراعي العربي كبير السّن» الذي صادف المجموعة وكشفها، ولكن «داني ماس» قائد الوحدة لم يسمح بقتله وأطلق سراحه، ومن ثمّ قام الراعي بالتبليغ عن المجموعة، وقد استخدمت هذه الأسطورة لفترةٍ طويلةٍ في الإرث العسكريّ الصهيونيّ للدلالة على ما يسمى «طهارة السلاح».

### على الرغم من تعدد الروايات
إلا أن جميعها ينتهي بانكشاف المجموعة ومن ثمّ استحكامها في تلة «ظهر الحجة» ما بين قرية بيت نتيف وصوريف، ومن ثمّ محاصرتها والقضاء عليها بجنودها الـ35. ويؤكد العديد من المؤرخين العسكريين الصهاينة إلى أن الوحدة لم تضلّ الطريق، وإنما كانت تحت المراقبة الفلسطينية منذ البداية، وأنها وقعت في كمينٍ مُحكمٍ في «وادي السرّ»، حيث حفرت الخنادق من ثلاث جهات، وأبيدت عن بكرة أبيها، وقد استشهد في هذه المعركة أربعةٌ من المقاتلين العرب.
وقد استمرت المعركة من الضّحى حتى ساعات ما بعد العصر. وفي اليوم التّالي اشتبك المقاتلون العرب مع قوّةٍ صهيونيةٍ تقدّمت من جهة بيت نتيف لإخلاء قتلاهم في معركة ظهر الحجة، فأوقعوا فيها العديد من القتلى والجرحى واستشهد من العرب ثلاثة مقاتلين.د الروايات بخصوص ظهر الحجة.

## الموقف العربي تجاه المعركة
شكّلت معركةُ ظهر الحجة ضربةً موجعةً للصهاينة، وتعالت الأصواتُ الداعية إلى الانسحاب من المستوطنات البعيدة عن التجمعات الاستيطانية الكبرى، وتقصير خطوط المواصلات بين المستوطنات لتسهيل عملية الدفاع عنها. مما اسهمت المعركة في لمعان اسم إبراهيم أبو دية الغنيمات كـقائد ثوري فلسطيني في صفوف جيش الجهاد المقدس.
وفي ذلك أنشد الأستاذ سليم حجازي:
فـي يـوم وادي السرّ قـــد سـقطوا كأوراق الخريف
لمّا مضت صوريف بالأبـ طـال فـي زحـف عنيـف 

## الموقف الإسرائيلي تجاه المعركة
تحولت «وحدة الجبل» أو «لاميد هيه» (أي وحدة الـ 35) إلى أسطورةٍ عسكريةٍ في المجتمع الصهيوني وكتبت عشرات الكتب والدراسات حولها تمجيداً لما قيل حول «بطولتها في المواجهة حتى الطلقة الأخيرة».
وانقسمت الصحف الصهيونية على نفسها بعد هذا الحادث، وقد اعترفت صحيفة (جيروزاليم بوست) بمقتل (35) فقط. فراحت جريدة هآرتس تطالب بإخلاء المستعمرات الصهيونية الكائنة في جبل الخليل نظراً لبعدها، بينما أصرت جريدة دافار على إبقائها، لأن عليها واجب إشغال المسلحين العرب الذين يعملون في جبل الخليل لئلا يهبطوا إلى السهول. وفعلاً بقيت هذه المستعمرات شوكة في تلك المنطقة حتى تم القضاء عليها بقوة من حرس القوافل تابعة للجيش الأردني.
وفي ذكرى مرور شهرٍ على معركة ظهر الحجة، بدأت عصابة الهاجاناه بسلسلة عملياتٍ انتقاميةٍ صاعقةٍ ليليةٍ ضدّ القرى الفلسطينية أطلقت عليها (عملية لاميد هيه)، وكانت تهدف إلى معاقبة القرى العربية النشطة عسكرياً، وإلى رفع الروح المعنوية القتالية للصهاينة بعد انتكاسة معركة ظهر الحجة، وقد كانت أولى هذه العمليات ضدّ قرية سعسع قضاء صفد.

## انظر ايضاً
- صوريف
- جيش الجهاد المقدس
- إبراهيم أبو دية الغنيمات
- عبد القادر الحسيني
- القدس